# 科恩蓋 (北卡羅萊納州)
科恩蓋（英語：Kornegay）是位於美國北卡羅萊納州杜普林縣的非建制地區。

## 地理
科恩蓋所處的海拔為高於海平面23米（即75英呎），而該地所採用的時區為UTC-5，即北美东部时区（EST）。同時該地設有夏令時間，為UTC-5調快一小時，即UTC-4（EDT）。